# Avro Canada C-102 Jetliner
Avro Canada C-102 Jetliner – prototyp kanadyjskiego samolotu pasażerskiego średniego zasięgu, wyprodukowanego w zakładach Avro Canada pod koniec lat 40. Drugi na świecie samolot pasażerski z napędem odrzutowym po brytyjskim De Havilland Comet. Maszyna nie weszła do produkcji seryjnej, po wybudowaniu jednego prototypu przerwano budowę drugiego egzemplarza. Użyta po raz pierwszy nazwa Jetliner weszła do potocznego języka określając wszystkie samoloty pasażerskie z napędem odrzutowym.

## Historia
C-102 był pierwszym projektem wytwórni Avro Canada, która powstała w wyniku przejęcia firmy Victory Aircraft Limited przez A.V. Roe Canada Ltd, wchodzącej w skład Hawker Siddeley Group w 1945 roku. W 1945 roku linie lotnicze Trans-Canada Air Lines rozpoczęły poszukiwania nowego samolotu pasażerskiego. 9 kwietnia 1946 roku linie podpisały umowę z firmą Avro Canada na budowę nowej 36 miejscowej maszyny napędzanej silnikiem turbośmigłowym. Rok później przeprojektowano konstrukcje wybierając silniki turboodrzutowe Rolls-Royce Derwent. 10 sierpnia 1949 roku, 13 dni po dziewiczym locie Cometa, C-102 ze znakami CF-EJD po raz pierwszy wzbił się w powietrze. Niestety pomimo intensywnej kampanii reklamowej Avro nie znalazł chętnego na nowy samolot i jego dalszy rozwój został wstrzymany. Samolot został zezłomowany w 1956 roku, przednia część kadłuba trafiła do Canada Aviation Museum.

## Konstrukcja
C-102 był całkowicie metalowym, wolnonośnym dolnopłatem napędzanym czterema silnikami turboodrzutowymi. Trójdzielne skrzydło proste o profilu NACA 230 składające się z prostokątnego centropłata i trapezowych, wznoszący się (6°) końcówek, zaopatrzone w klapy krokodylowe i elektromechaniczny system odladzania krawędzi natarcia. W skrzydle znajdowały się cztery integralne zbiorniki paliwa o pojemności 10 000 dm³ (w samolotach seryjnych planowano zwiększenie objętości do 15 000 dm³). Kadłub o konstrukcji półskorupowej o kołowym przekroju, ciśnieniowa, klimatyzowana kabina mieszcząca w zależności od konfiguracji od 40 do 50 pasażerów. Usterzenie klasyczne, wolnonośne z usterzeniem poziomym zamontowanym w połowie wysokości usterzenia pionowego. Silniki zamontowane po dwa w dwóch gondolach silnikowych zamontowanych w centropłacie. Podwozie trójzespołowe, chowane. Każdy zespół dwukołowy, podwozie przednie chowane do wnęki w kadłubie, główne do wnęk w gondolach silnikowych.